# Limnophora purgata
Limnophora purgata este o specie de muște din genul Limnophora, familia Muscidae, descrisă de Xue în anul 1992.
Este endemică în Liaoning. Conform Catalogue of Life specia Limnophora purgata nu are subspecii cunoscute.